# Чертановська (станція метро)
55°38′27″ пн. ш. 37°36′21″ сх. д. / 55.64083° пн. ш. 37.60583° сх. д.
«Чертановська» (рос. Чертановская) — станція Серпуховсько-Тимірязєвської лінії Московського метрополітену. Відкрита у складі черги «Серпуховська» — «Південна» 8 листопада 1983.

## Технічна характеристика
Конструкція станції — колонна трипрогінна мілкого закладення (глибина закладення — 10,5 м). Побудована за індивідуальним проектом зі збірних залізобетонних конструкцій і монолітного залізобетону. Колони сталеві.

## Оздоблення
Складні склепіння спираються на два ряди високих струнких колон (у перетині — чотирипромінна зірка), а також на трохи увігнуті колійні стіни. Колони злегка розкриваються вгору, їх «промені» прямують в нервюри склепінь, які потім розгладжуються. Колони і колійні стіни оздоблені білим мармуром.
По осі центрального склепіння розташований ряд многокутних кесонів, в яких підвішені кришталеві баштоподібні люстри. Такі ж люстри, але меншого розміру, освітлюють платформи. Стіни прикрашені металевими вставками з сільськими видами. На підлозі викладений геометричний орнамент з червоного і темного граніту.
У південному вестибюлі одну зі стін займає смальтова мозаїка «Будівництво нової Москви». На підлозі викладений геометричний орнамент з червоного і темного граніту.

## Вестибюлі й пересадки
Станція має два вестибюлі, надземний південний і підземний північний. Вихід у місто здійснюється через підземний перехід на Балаклавський проспект, Чертановську вулицю і Сімферопольський бульвар, через південний наземний вестибюль — на Балаклавський проспект і Чертановську вулицю.

### Пересадки
- Автобуси: м84, с163, 922, с929, 938, 968, с977, н8;
- Трамваї: 1, 3, 16

## Колійний розвиток

Схема колійного розвитку станції «Чертановська»

Станція з колійним розвитком — 2 стрілочних переводи і 2 одноколійні ССГ з електродепо ТЧ-8 «Варшавське».
За станцією від головних колій Серпуховсько-Тимірязєвської лінії відходять гілки в обслуговуюче її депо «Варшавське», проте оборотних тупиків або з'їздів за станцією немає. Тому деякі маршрути потягів слідують з центру до «Чертановської», але не обертаються на станції, а направляються в депо.